# Siphonophora guiananana
Siphonophora guiananana är en mångfotingart som beskrevs av Chamberlin 1923. Siphonophora guiananana ingår i släktet Siphonophora och familjen Siphonophoridae. Inga underarter finns listade i Catalogue of Life.